# Tunel Wyszehradzki
Tunel Wyszehradzki (czeski: Vyšehradský tunel) – tunel drogowy pod wyszehradzką skałą w Pradze, w dzielnicy Wyszehrad (Praga). Ma długość 35 metrów i został wybudowany w latach 1903-1905. Składa się z jednej oświetlonej rury. Od 1910 roku tunelem kursują tramwaje, a w latach 1949-1957 biegła nim linia trolejbusowa z Pankrác do Placu Wacława.
W tunelu znajduje się również chodnik i ścieżka rowerowa.